# Cairo (gruppo musicale)
Cairo è un gruppo progressive statunitense di San Francisco.
Si è ispirato a band progressive classiche come Emerson, Lake & Palmer e gli Yes.
Ha pubblicato tre album per l'etichetta Magna Carta Records

## Discografia
- Cairo - 1994
- Conflict and Dreams - 1998
- Time of Legends - 2001